# Associazione Sportiva Pescina Valle del Giovenco
Il Pescina Valle del Giovenco è stata una società calcistica italiana della città di Pescina.
Fondata nel 2005, si è sciolta nel 2010. Nella sua breve esistenza la squadra è giunta fino alla Lega Pro Prima Divisione, terzo livello calcistico italiano.
I colori sociali erano il bianco e il verde e il simbolo era il lupo marsicano. Giocava le partite di casa allo stadio dei Marsi.

## Storia

### La fondazione
La società nasce nel luglio del 2005 a seguito della fusione dei club calcistici di Aielli e Pescina e del settore giovanile del Sirente di Cerchio e con il conseguente mutamento di denominazione sociale del Pescina in Associazione Sportiva Dilettantistica Valle del Giovenco. Con questa denominazione non s'intendeva solo rappresentare la città di Pescina, ma anche la Valle del Giovenco, operazione che comportò il cambio dello stemma societario con quello del comune di Aielli e l'adozione del gialloverde come colore sociali (al posto del precedente biancoblù del Pescina); restò invariata la sola matricola di iscrizione alla FIGC della squadra pescinese, militante in Eccellenza. Fu stretto nel giro di poco tempo un rapporto di collaborazione tra il Pescina Valle del Giovenco e la Juventus per quel che concerne il settore giovanile, con l'organizzazione di un Punto Juve, all'epoca il solo presente in Abruzzo.

### Il dilettantismo
Nella sua prima stagione calcistica la società 
siloniana ha centrato i play-off regionali vincendoli, approdando così agli spareggi nazionali, dove ha superato prima la Copparese e infine il Voluntas Osio di Sotto, raggiungendo per la prima volta nella sua breve storia la partecipazione al campionato di Serie D. Nella successiva annata 2006-2007 la società cambia denominazione in Associazione Sportiva Dilettantistica Pescina Valle del Giovenco e, inserita nel girone F della Serie D, termina il campionato al primo posto, ottenendo la promozione in Serie C2. A fine stagione cambia denominazione in Pescina Valle del Giovenco.

### Il professionismo
Per la stagione 2007-2008 la dirigenza del Pescina Valle del Giovenco aveva programmato di fondere la squadra con l'Avezzano, di cambiare colori sociali e stemma, sostituendoli con quelli della società avezzanese; cambiamenti che avrebbero consentito di disputare le partite interne allo stadio dei Marsi di Avezzano. Sfumata la fusione con l'Avezzano (che nel frattempo ha ceduto il titolo sportivo al Luco Canistro Calcio) si è pensato al cambio di denominazione in Valle del Giovenco Avezzano, ma la Lega Calcio ha respinto la richiesta e pertanto il nome della società è rimasto quello originario.
Nell'estate 2007 la Lega ha ammesso in extremis il Pescina Valle del Giovenco a prendere parte al campionato di calcio di Serie C2, nel girone C. Infatti, fino all'ultimo ha tenuto banco il problema dello stadio che ha rischiato di ripercuotersi negativamente sulla società e avrebbe potuto portare addirittura all'esclusione della squadra dal campionato (così come è avvenuto per il Mezzocorona, il Südtirol e, nel luglio 2006, alla Fermana). Il Pescina Valle del Giovenco è stata l'unica società di Serie C (tra quelle i cui stadi non erano a norma) a non aver presentato alla Lega un progetto per eseguire i lavori di ristrutturazione, ampliamento e messa a norma dello stadio Alfredo Barbati di Pescina. La causa è stato il mancato accordo tra il comune (proprietario dello stadio) e la società calcistica per la ripartizione delle spese di ristrutturazione, ampliamento e messa a norma da effettuare allo stadio. Pertanto la Lega Calcio, pur ammettendo il Pescina Valle del Giovenco al campionato di calcio di Serie C2, ha deciso inizialmente che tutte le gare interne si sarebbero dovute disputare a porte chiuse al campo sportivo Barbati; ma il 26 settembre del 2007, il presidente della Federazione Italiana Giuoco Calcio, Giancarlo Abete, ha concesso la deroga straordinaria per giocare le partite casalinghe allo stadio dei Marsi di Avezzano per la stagione 2007-2008.
A novembre 2007 è stato siglato l'accordo di sponsorizzazione tra il Pescina Valle del Giovenco e il comune di Avezzano, pertanto la squadra porta impresso sulle casacche la scritta "Città di Avezzano"; la società ha cambiato al contempo le proprie maglie adottando il bianco e il verde, colori storici del calcio avezzanese: un ulteriore tentativo per identificare la Valle del Giovenco come la squadra di calcio di Avezzano, in attesa di trasferirvi definitivamente la squadra. La stagione calcistica 2007-2008 si conclude con l'eliminazione al primo turno dai play-off per la promozione in Serie C1 ad opera del Celano. La Valle del Giovenco, classificatasi al secondo posto al termine della stagione regolare, nonostante il vantaggio del miglior piazzamento è sconfitta dal Celano.
La società, nel luglio 2008, ha inoltrato alla FIGC richiesta, secondo la normativa vigente, per il cambio di denominazione in FC Avezzano VdG e per il trasferimento della sede sociale ad Avezzano. A seguito della variazione delle norme della Federazione riguardante i campi da gioco delle squadre professionistiche, modificate nel maggio del 2008, essa ha continuato a disputare le proprie gare interne presso lo stadio dei Marsi di Avezzano senza bisogno di deroghe speciali ed utilizzando l'inadatto campo sportivo di Pescina solo per gli allenamenti della prima squadra e per le partite delle squadre giovanili.
La stagione 2008-2009 vede la Valle del Giovenco per il secondo anno consecutivo nel girone C della Lega Pro Seconda Divisione. Essa ha concluso il campionato in quarta posizione alle spalle di Cosenza, Gela e Catanzaro, precedendo la Fidelis Andria. Nelle semifinali play-off per la promozione in Lega Pro Prima Divisione ha eliminato i catanzaresi, e nella finale i gelesi, venendo promossa, per la prima volta nella sua storia, in Prima Divisione. Il successivo campionato 2009-2010, il primo e unico in questa categoria per il club, non va come previsto e, dopo vari cambi di panchina, la Valle del Giovenco non riuscì a salvarsi, retrocedendo ai play-out contro il Foggia per via del peggior piazzamento in classifica.

### Lo scioglimento
La squadra non si è iscritta al torneo di Lega Pro Seconda Divisione 2010-2011 per l'accumulo di molti debiti ed è stata quindi radiata; in vista della stagione 2010-2011, la società aveva peraltro nuovamente cercato di cambiare denominazione in FC Avezzano VdG nonché di trasferire la sede sociale ad Avezzano, ai sensi del comma 5 dell'art.19 delle N.O.I.F. della FIGC. La storia anche legale della vecchia società ebbe fine tre anni dopo, l'11 settembre 2013, con la radiazione dalla Federazione per fallimento.

## Colori e simboli

### Colori
I colori del club erano inizialmente il giallo e il verde ma con la promozione in Serie C2 i colori sociali e il simbolo impresso sulle maglie di gioco divennero quelli della tradizione calcistica avezzanese, della quale la società ha tentato di raccogliere l'eredità. La divisa da gioco casalinga era costituita da una maglia a fasce orizzontali bianche e verdi, calzoncini bianchi e calzettoni verdi; all'inverso, l'uniforme da trasferta prevedeva una maglia bianca con pantaloncini verdi e calzettoni bianchi.
Divise
| Manica sinistra · Maglietta · Maglietta · Manica destra · Pantaloncini · Calzettoni |
| 2005-2007                                                                           |

| Manica sinistra · Manica sinistra · Maglietta · Maglietta · Manica destra · Manica destra · Pantaloncini · Calzettoni |
| 2007-2010 |

| Anni      | Colori                                                           | Denominazione                                            |
| --------- | ---------------------------------------------------------------- | -------------------------------------------------------- |
| 2005-2006 |                                                                  | Associazione Sportiva Dilettantistica Valle del Giovenco |
| 2006-2007 | Associazione Sportiva Dilettantistica Pescina Valle del Giovenco |                                                          |
| 2007-2010 |                                                                  | Pescina Valle del Giovenco                               |

### Simboli ufficiali

#### Stemma
Il primo stemma del club era costituito da uno scudo con contorno verde e sfondo giallo, al suo interno era presente un altro scudo che conteneva l'occhio di un lupo marsicano, tre stelle e una mano che teneva 4 spighe; il tutto era sovrastato da una corona. Con l'arrivo tra i professionisti lo stemma viene modificato e diventa di forma circolare, con contorno bianco ed interno verde. Al centro vi era il disegno in bianco della faccia di un lupo marsicano, simbolo della squadra.

## Strutture

### Stadio

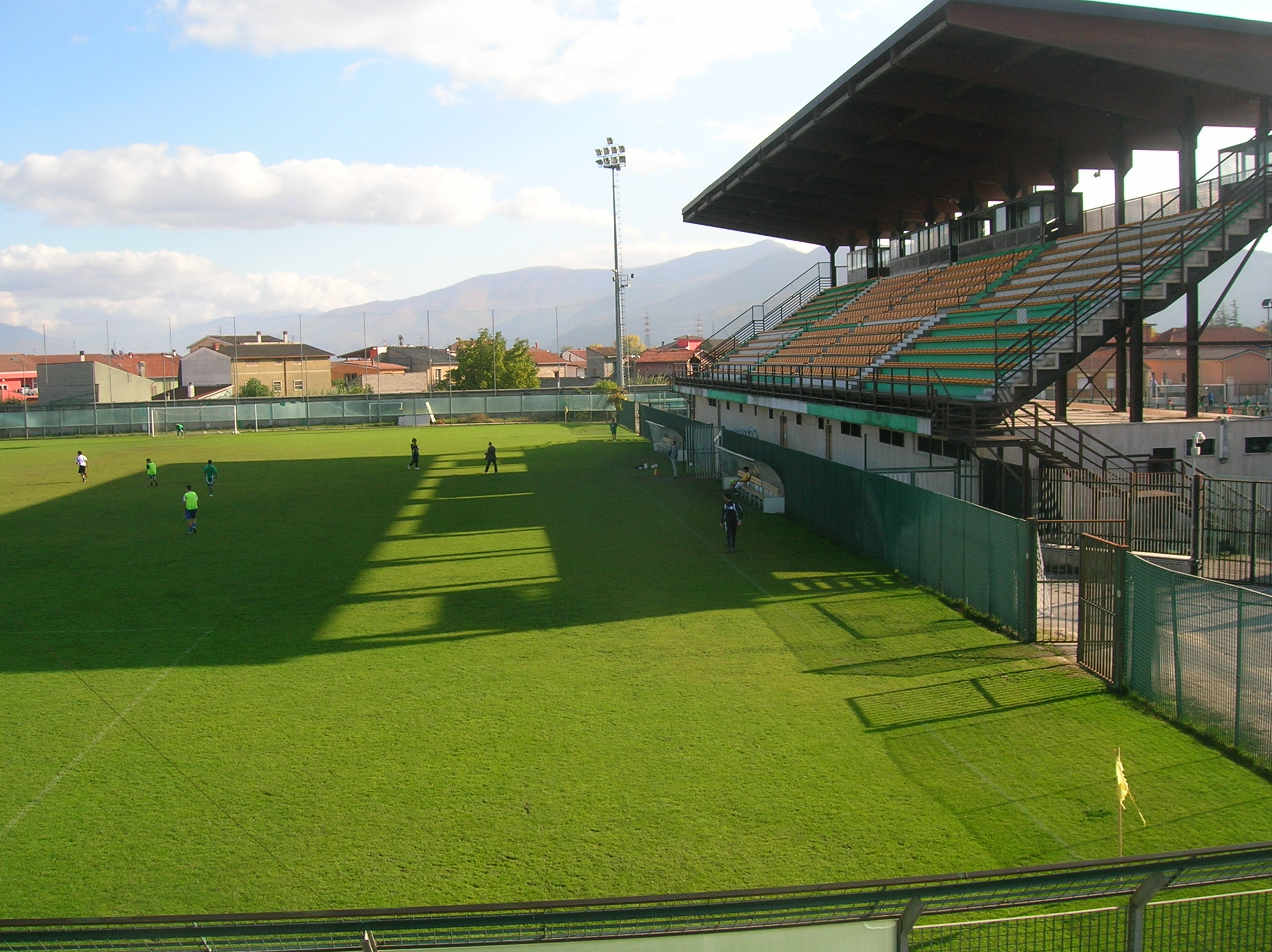
Interno dello stadio dei Marsi

Il primo campo da gioco del Pescina Valle del Giovenco è stato lo stadio Alfredo Barbati di Pescina. L'impianto è stato chiamato così in memoria dell'aviatore pescinese morto durante la seconda guerra mondiale. A seguito della promozione in Serie C2, a causa dell'inadeguatezza del Barbati che non poteva permettere lo svolgimento delle partite del campionato, nel 2007, dopo alcune vicissitudini, i marsicani ottennero il permesso di giocare le partite di casa allo stadio dei Marsi di Avezzano, adeguato a disputare i campionati professionistici e contenente 3 692 posti. L'impianto fu utilizzato fino al 2010, anno dello scioglimento.

### Centro di allenamento
Il Pescina Valle del Giovenco si allenava allo stadio Alfredo Barbati di Pescina.

## Società

### Sponsor
- 2005-2007 Erreà
- 2007-2009 Umbro
- 2009-2010 Erreà

### Settore giovanile
Il Pescina Valle del Giovenco si avvaleva di formazioni giovanili. Le squadre andavano dalla Berretti fino ai Pulcini. Come impianto di gioco veniva utilizzato lo stadio Alfredo Barbati di Pescina.

## Allenatori e presidenti
| Allenatori - 2005-2006 Emidio Oddi - 2006-2008 Roberto Cappellacci - 2008-2009 Andrea Chiappini (1ª-19ª) Carlo Perrone (20ª-34ª e play-off) - 2009-2010 Carlo Perrone (1ª-2ª) Roberto Cappellacci (3ª-12ª) Dario Bonetti (13ª-23ª) Roberto Cappellacci (24ª-34ª e and. play-out) Orazio Di Loreto (rit. play-out) | Presidenti - 2005-2007 Vincenzo Berardino Angeloni - 2007-2008 Enzo Iulianella (amm. unico) - 2008-2009 Giovanni Lombardi Stronati Luca Mastroianni - 2009-2010 Sabatino Stornelli Francesco Paolo di Martino |

## Calciatori

### Capitani
- Cristian Ferreyra (2005-2006)
- Claudio Marinilli (2006-2007)
- Stefano De Angelis (2007-2010)

## Palmarès

### Competizioni interregionali
- Serie D: 1

2006-2007 (girone F)

## Statistiche e record

### Partecipazione ai campionati
| Livello | Categoria                  | Partecipazioni | Debutto   | Ultima stagione | Totale |
| ------- | -------------------------- | -------------- | --------- | --------------- | ------ |
| 3º      | Lega Pro Prima Divisione   | 1              | 2009-2010 | 2009-2010       | 1      |
| 4º      | Serie C2                   | 1              | 2007-2008 | 2007-2008       | 2      |
| 4º      | Lega Pro Seconda Divisione | 1              | 2008-2009 | 2008-2009       | 2      |
| 5º      | Serie D                    | 1              | 2006-2007 | 2006-2007       | 1      |

### Partecipazioni alle coppe
| Competizione          | Partecipazioni | Debutto   | Ultima stagione | Totale |
| --------------------- | -------------- | --------- | --------------- | ------ |
| Coppa Italia          | 1              | 2009-2010 | 2009-2010       | 1      |
| Coppa Italia Serie C  | 1              | 2007-2008 | 2007-2008       | 3      |
| Coppa Italia Lega Pro | 2              | 2008-2009 | 2009-2010       | 3      |
| Coppa Italia Serie D  | 1              | 2006-2007 | 2006-2007       | 1      |
| Poule Scudetto        | 1              | 2006-2007 | 2006-2007       | 1      |